# Gymnasialkirche zu Meppen

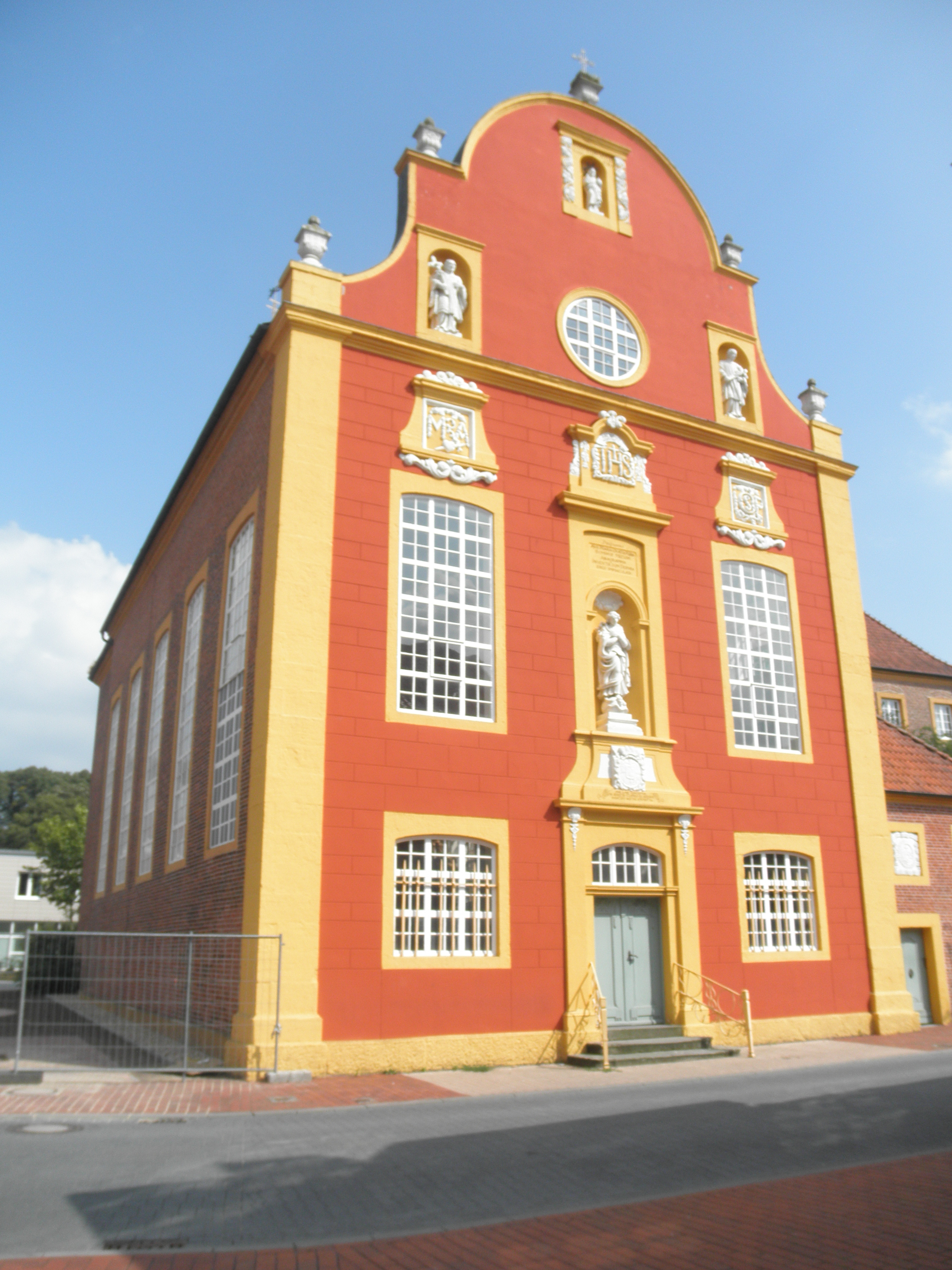
Gymnasialkirche zu Meppen

Die Gymnasialkirche zu Meppen ist eine römisch-katholische, spätbarocke Saalkirche zugehörig zur Meppener Residenz, einer ehemaligen, kleinen Niederlassung des Jesuitenordens. Die Kirche wurde in den Jahren 1743 bis 1746 erbaut und ist der Unbefleckten Empfängnis Mariens gewidmet. Das Patrozinium der Kirche wird am 8. Dezember gefeiert.

## Geschichte
Im Jahre 1252 verkaufte Gräfin Jutta von Vechta-Ravensberg ihre Besitzungen an den Bischof von Münster, wodurch Meppen ein Teil des Niederstiftes Münster wurde. Der Landesherr und Fürstbischof von Münster, Franz von Waldeck, führte gemeinsam mit dem Lübecker Superintendenten Hermann Bonnus 1543 im ganzen Hochstift planmäßig die Reformation ein.
Nach den Bestimmungen des zwölf Jahre später, 1555, geschlossenen Augsburger Religionsfriedens, wurde durch den am 12. März 1612 zum Erzbischof von Münster gewählten Ferdinand von Bayern der katholische Glaube wieder verpflichtend.
Er berief im Jahre 1613 Jesuiten nach Meppen, die sich jedoch während des Dreißigjährigen Krieges zeitweise versteckt halten mussten und sich erst 1638 dauerhaft niederlassen konnten.
Die Jesuiten gründeten 1643 ein Gymnasium. Nachdem die Wohnung der Ordensbrüder baufällig geworden war, ließen sie in den Jahren 1726–29 die Residenz als Wohnung errichten. 14 Jahre später wurde mit dem Bau der Gymnasialkirche begonnen; der Bau wurde nach nur drei Jahren Bauzeit fertiggestellt.
Das Gebäude der Gymnasialkirche wurde durch den Superior Karl Immendorf (1692–1752) entworfen. Clemens August I. von Bayern, selbst ein Jesuiten-Schüler, und zahlreiche andere freiwillige Spender sorgten für die finanziellen Mittel.
Als Meppen 1761 im Siebenjährigen Krieg von den Franzosen eingenommen wurde und die meisten Häuser niedergebrannt wurden, blieb die Gymnasialkirche zwar vom Feuer verschont, wurde aber als Lazarett und Pferdestall missbraucht.

## Außenbau

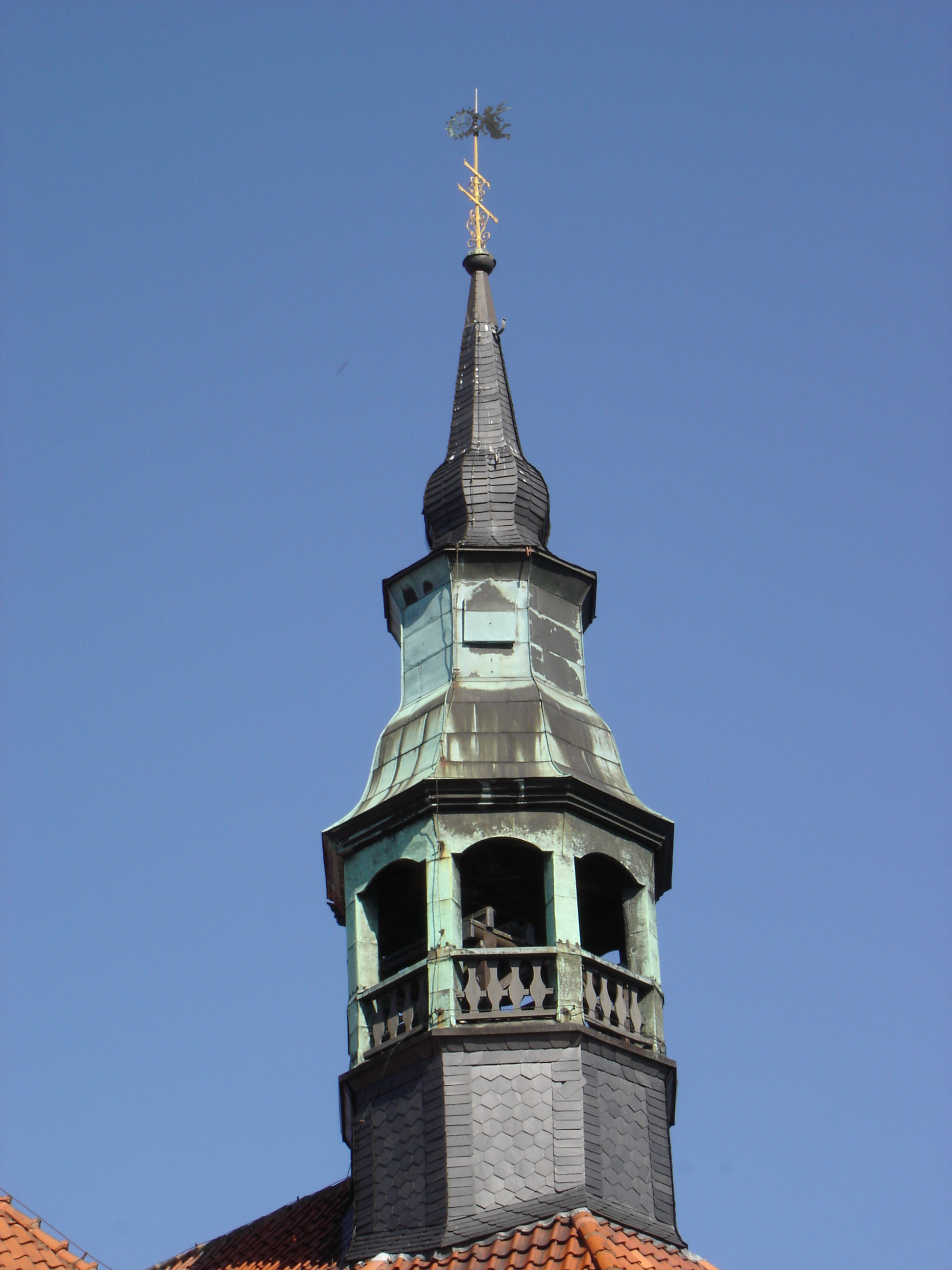
Dachreiter oberhalb des Chorraumes

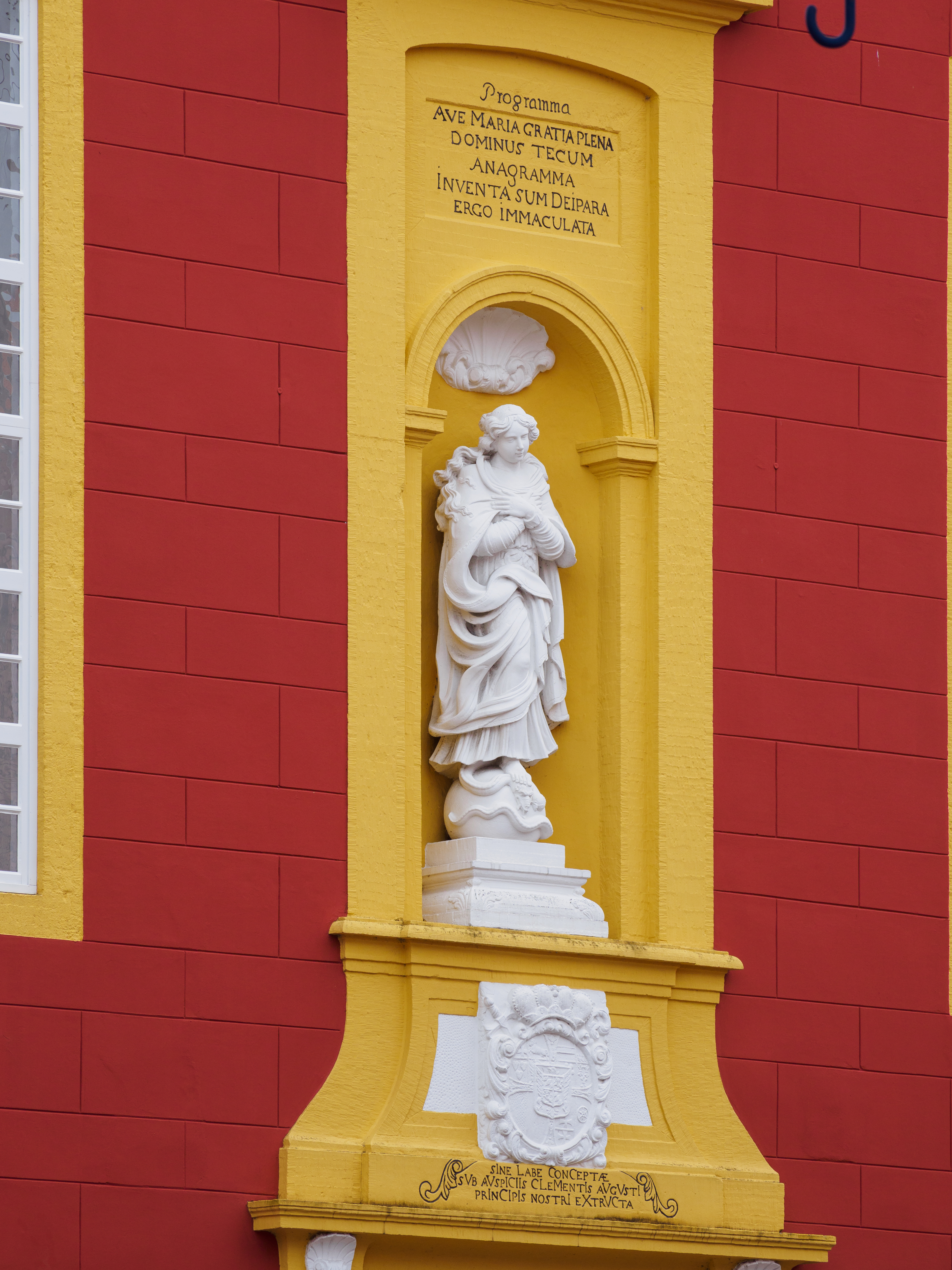
Maria an der Gymnasialkirche

Der zur Straße ausgerichtete, aus roten Ziegelsteinen errichtete, einschiffige Langbau, verbindet seitlich das ehemalige Pförtnerhäuschen mit der Residenz. Das Gebäude ist an seinen beiden Seiten eher schlicht gehalten, zeigt jedoch zur Straße hin seine prächtige Fassade.
Der Chor ruht auf alten, befestigten Gemäuern des ehemaligen Burgmannshofes von Backmude, die als Teil der Stadtbefestigung gedient haben. Die meterdicken Mauern wurden bei Grabungen vor dem Chorraum gefunden.
Die Kirche ist mit großen, in Sandstein gefassten Fensterflächen aus Klarglas ausgestattet, die sehr viel Licht in die Kirche lassen und damit die Entfaltung des barocken Inneren ermöglichen.
Das massive Dach ist oberhalb des Chorraumes mit einem Dachreiter versehen, in denen zwei Glocken aufgehängt sind.

### Fassade
Wenn auch deutlich schmaler, so sind die Ähnlichkeiten dieser Fassade mit der der Kirche Il Gesù in Rom, der Mutterkirche der Jesuiten, sicher nicht zufällig („Jesuitenbarock“). Allerdings finden sich anstelle von Voluten Vasen.
Die Fassade enthält in der Mitte das Portal, bekrönt mit dem Wappen von Fürstbischof Clemens August von Bayern und einem lateinischen Chronogramm, das ihn und das Patrozinium der Kirche nennt (Jahreszahl 1745). Rechts und links davon befinden sich Fenster. Diese dreiteilige Gliederung zieht sich um drei weitere Ebenen nach oben.
Das Zentrum der zweiten Ebene bildet eine Statue der unbefleckt empfangenen Gottesmutter, die die Schlange der Erbsünde zertritt; darüber das lateinische Anagramm:
AVE MARIA GRATIA PLENA DOMINUS TECUM („Sei gegrüßt, Maria, voll der Gnade, der Herr ist mit dir“, der Engelsgruß).
INVENTA SUM DEIPARA ERGO IMMACULATA („Ich wurde zur Gottesgebärerin ersehen, daher [bin ich von der Erbsünde] unbefleckt“).
In der dritten Ebene sind die schmuckvoll ausgestalteten Monogramme Jesu (IHS, Mitte) sowie Marias und Josefs zu sehen.
In der vierten Ebene (Giebelzone), rechts und links von einem Rundfenster, finden sich die Statuen zweier Männer, die beide ein Kruzifix tragen. Es gibt keine Aufzeichnungen darüber, um wen es sich dabei handelt. Der rechte, jüngere dürfte Aloisius von Gonzaga sein, der mit 23 Jahren in Rom bei der Pflege Pestkranker starb. Aloisius, von Benedikt XIII. im Jahr 1726 heiliggesprochener und 1729 zum Schutzheiligen für junge Studenten erklärter Jesuit, unterstreicht den Charakter der Gymnasialkirche als Jugendkirche. Die linke Figur dürfte der 1729 vom selben Papst heiliggesprochene Johannes Nepomuk sein, der „Hüter des Beichtgeheimnisses“.
In der Giebelspitze findet sich eine letzte Nische, in der eine Christusfigur von 1930 mit der Inschrift EGO SUM VITIS – „Ich bin der Weinstock“ steht. Diese ersetzt die herabgefallene Originalstatue.

## Innenraum

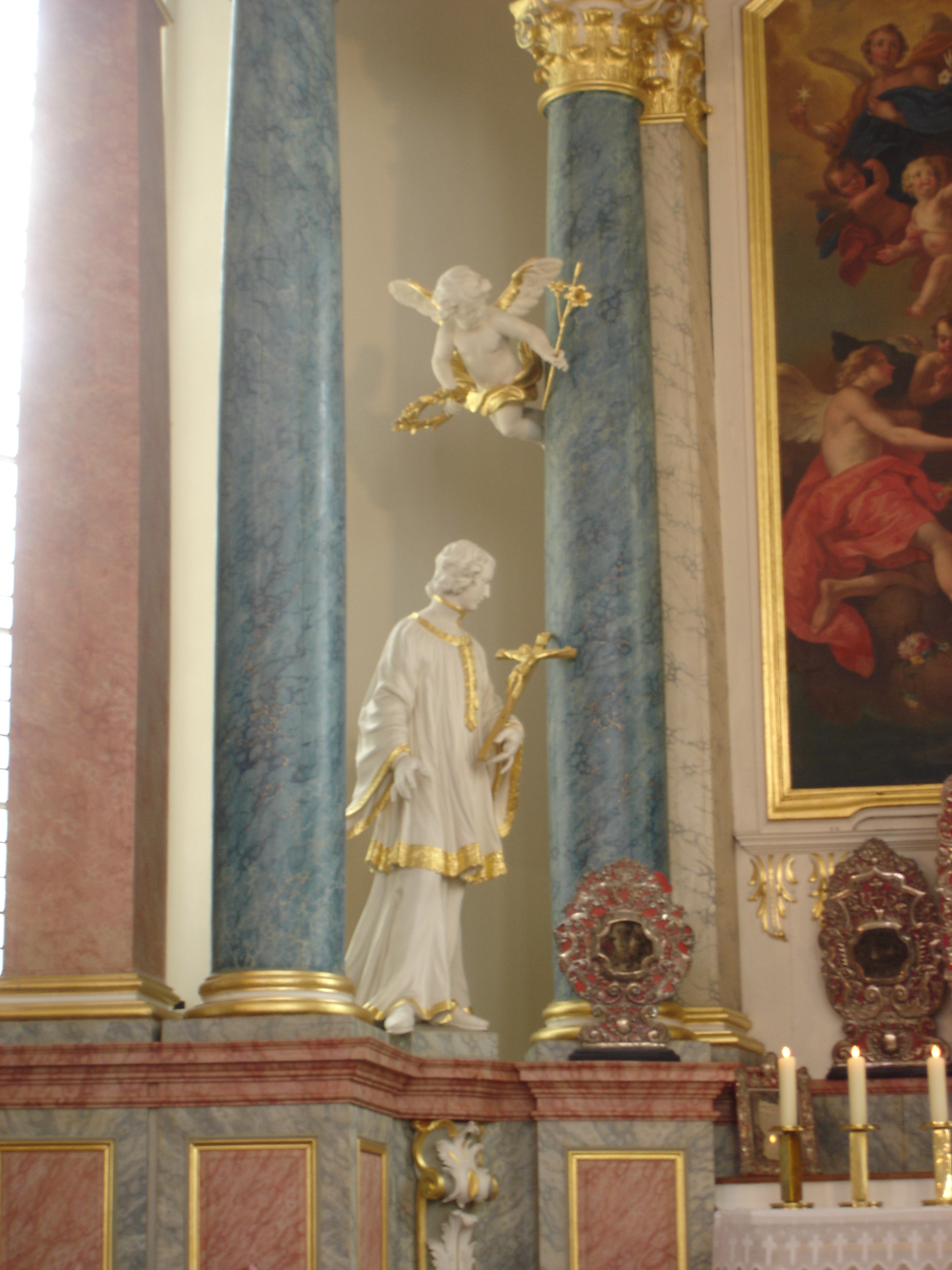
Aloysius von Gonzaga (1568–1591) Figur von der linken Seite des Hochaltars

Alle Innenbauten, die Altäre, die Pietà, die Kanzel, die Chorschranken und die Orgelbrüstung sind aus massiven Eichenholz gefertigt. Die Altäre selbst sind jedoch durch geschickte Stuckarbeit auf Eichenholz als Marmorimitationen ausgeführt.

### Altäre

#### Hochaltar
Der Hochaltar wurde 1755 errichtet. Er trägt auf der Abdachung der südlichen Säule den Namen Heinrich Wies. Das Altarbild stellt die Himmelfahrt Marias dar und wurde von dem Maler Johannes Grüter geschaffen. Zwischen den Säulen des Hochaltars auf der linken Seite findet sich eine Plastik des Aloysius von Gonzaga.

#### Seitenaltäre
Die beiden Seitenaltäre wurden 1757 aufgestellt. General Johann Conrad Schlaun lieferte dazu die Zeichnungen und der Hofbildhauer Johann Christoph Manskirch († 1762) lieferte die Bildhauerarbeit. Der linke Altar ist dem Gründer des Jesuitenordens, Ignatius von Loyola, geweiht. Der Altar rechts ist seinem Freund Franz Xaver, Schutzpatron Indiens, geweiht. Er wird der Ikonografie entsprechend im Jesuitentalar mit dem Kreuz in der Hand, beim Taufen dargestellt.

### Pietà

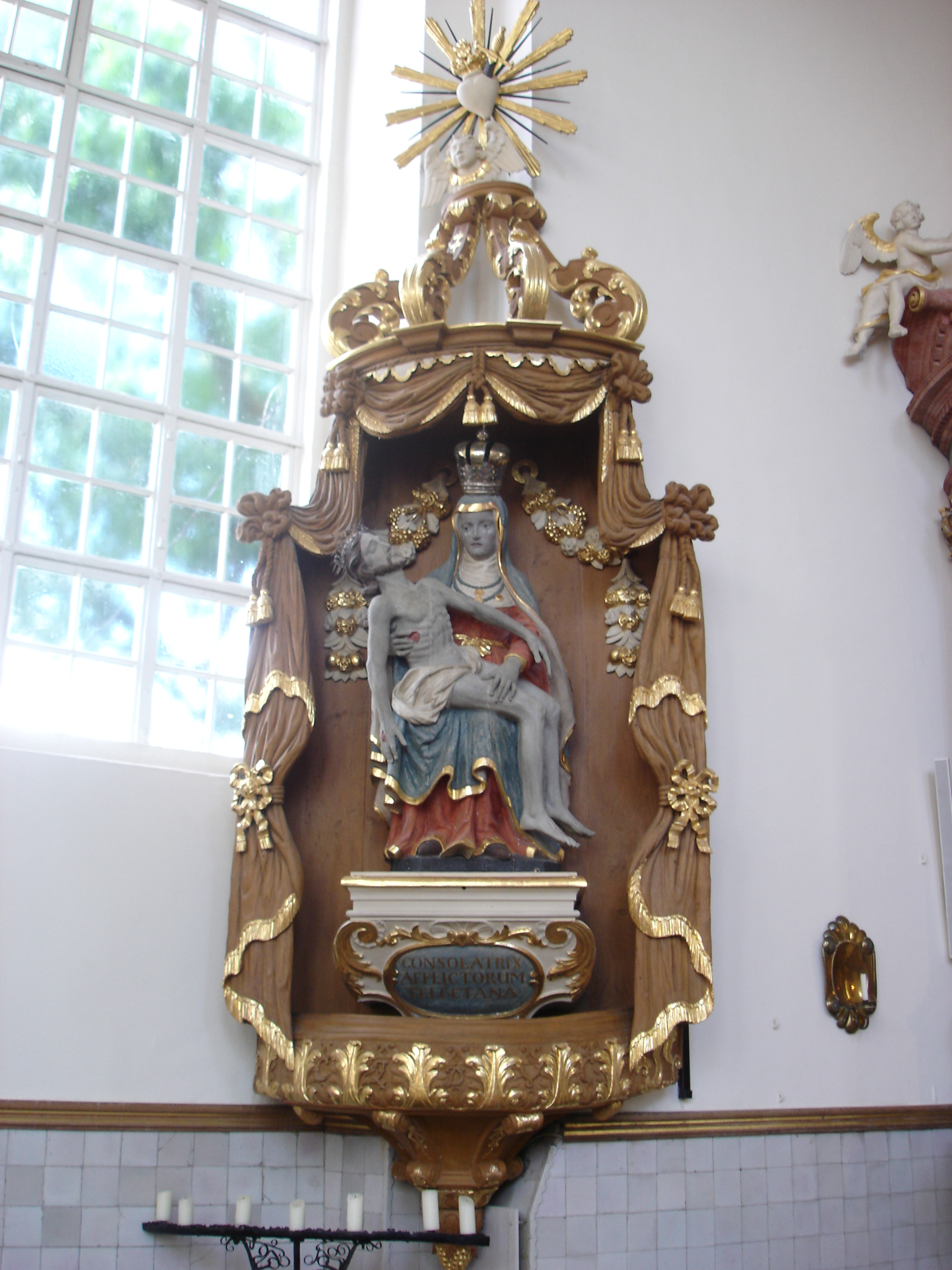
Schmerzhafte Mutter

Die Pietà, links neben dem Seitenaltar aufgestellt, ist ein hölzernes Bild der schmerzhaften Mutter Maria. Immendorf ließ es nach jener Statue anfertigen, die in Telgte in der Kapelle aufgestellt ist. Die Pietà ist von einem baldachinartig geschmückten Gehäuse umfasst. Bis heute sind die Buchstaben unten in der Einfassung der Pietà in ihrer Bedeutung nicht geklärt. Möglicherweise handelt es sich um verschlüsselte lateinische Initialen der Stifterin, der Mutter des Erbauers der Kirche: Vidua Capitanti, Witwe des Hauptmanns und Kommandanten der Festung Haselünne, Anna Immendorf, geb. von Riccius (so Knapstein).
An hohen Festtagen kann das Gehäuse des Meeressterns Maria mit 14 silbernen Sternen geschmückt werden, und die Christusfigur wird mit der Dornenkrone bekrönt.

### Orgel

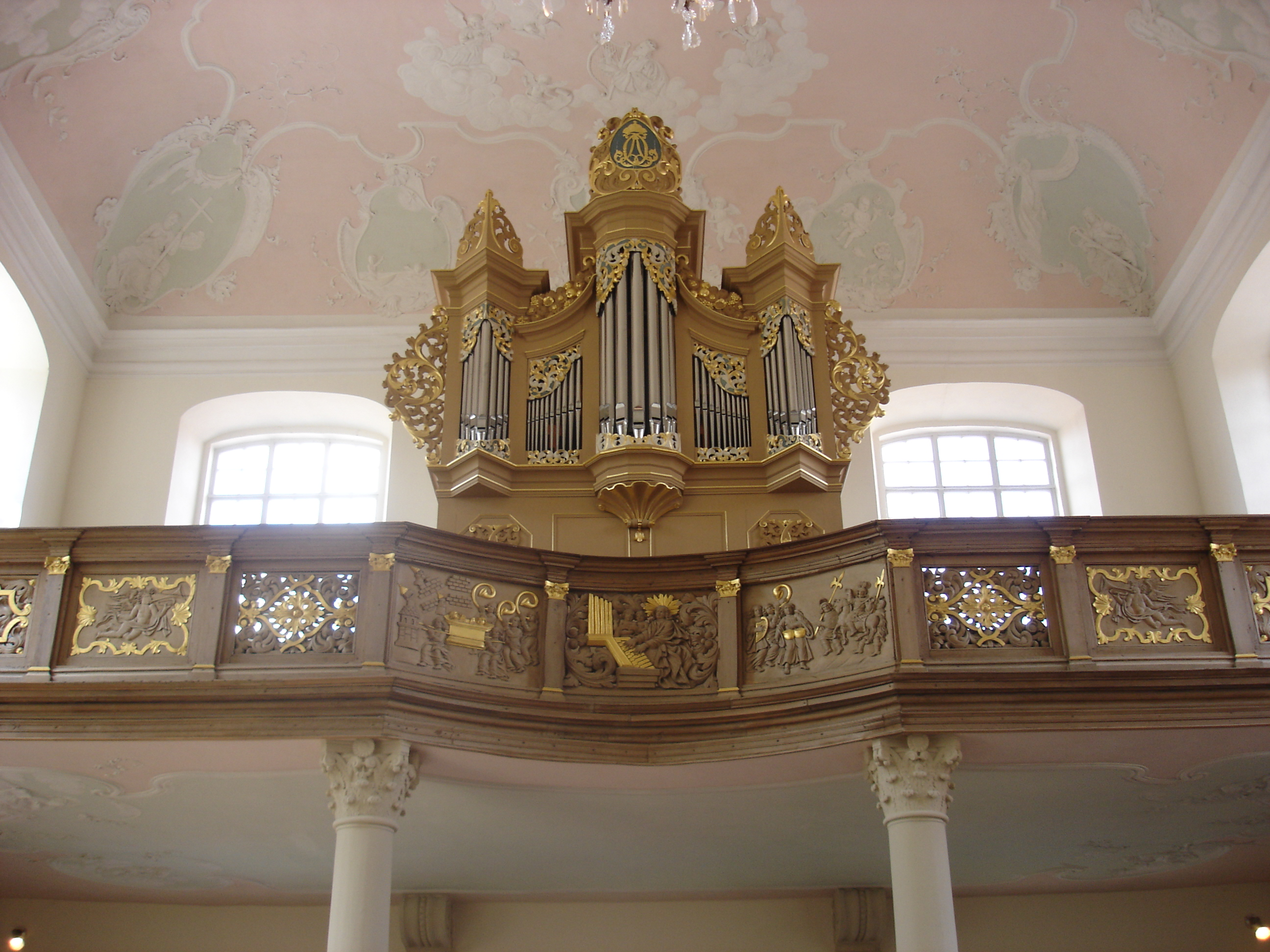
Orgelprospekt vom Bildhauer Jöllemann aus Aschendorf

Am 22. Mai 1746 wurde mit Heinrich Wilhelm Eckmann aus Quakenbrück ein Vertrag über den Bau der Orgel abgeschlossen, die 13 wohltönende Register haben sollte. Jöllemann aus Aschendorf lieferte die Bildhauerarbeit und Bieler aus Meppen das Eisenwerk.
Die Gymnasialkirche heute (2007) verfügt über eine zweimanualige Orgel mit vollen Pedal. Sie stammt aus dem Jahre 1973/1974 und ersetzt das ältere, durch Holzwurmbefall zerstörte Orgelwerk.
Sie besitzt einen festen Spieltisch mit mechanischer Traktur. Ein Tremulant ist zuschaltbar.
Der Prospekt und die Prospektpfeifen blieben beim durch die Firma Matthias Kreienbrink, Osnabrück/Georgsmarienhütte, durchgeführten Neubau erhalten. Die Disposition entwarf der damalige Osnabrücker Domorganist Winfried Schlepphorst.
In der heutigen Form hat sie 18 Register. Das untere Manual lässt sich mechanisch mit dem oberen koppeln, ebenso das Pedal mit dem unteren Manual. Sie verfügt über eine elektromechanische Registrierhilfe (Schleifenzugmotoren mit sechs freien Kombinationen).
| I Manual C–f3  |    |
| Prinzipal      | 8′ |
| Rohrflöte      | 8′ |
| Oktav          | 4′ |
| Waldflöte      | 2′ |
| Sesquialter II |    |
| Mixtur IV      |    |
| Trompete       | 8′ |

| II Manual C–f3 |       |
| Gedackt        | 8′    |
| Flûte douce    | 4′    |
| Prinzipal      | 2′    |
| Sifflöte       | 1 ⁄3′ |
| Scharf III     |       |
| Vox humana     | 8′    |

| Pedal C–f1     |     |
| Subbass        | 16′ |
| Offenbass      | 8′  |
| Choralbass     | 8′  |
| Hintersatz III |     |
| Stille Posaune | 16′ |

- Koppeln: II/I, I/P, II/P

#### Orgelbrüstung
In der Mitte der aus eichenen Orgelbrüstung finden wir ein geschnitztes Bildnis der Heiligen Cäcilia als Schutzpatronin der Musik, wie sie die Orgel als ihr Attribut spielt. Die anderen Bilder auf der Brüstung beschreiben die Eroberung der Stadt Jericho (Jos 6,1-20 ) durch die Israeliten, um die sie siebenmal mit der Bundeslade und mit Widderhörnern zogen, bis die Mauern in sich zusammenstürzten.